# Grote Prijs Stad Zottegem 1976
Il Grote Prijs Stad Zottegem 1976, quarantunesima edizione della corsa, si svolse il 17 agosto 1976 su un percorso con partenza e arrivo a Zottegem. Fu vinto dal belga Willem Peeters della Ijsboerke-Colnago davanti ai suoi connazionali Eddy Merckx e Willy Scheers.

## Ordine d'arrivo (Top 10)
| Pos. | Corridore        | Squadra                 | Tempo    |
| ---- | ---------------- | ----------------------- | -------- |
| 1    | Willem Peeters   | Ijsboerke-Colnago       | 4h07'26" |
| 2    | Eddy Merckx      | Molteni-Campagnolo      |          |
| 3    | Willy Scheers    | Zoppas-Splendor-Sinalco |          |
| 4    | André Dierickx   | Maes Pils-Rokado        |          |
| 5    | Jan van Katwijk  | Ti-Raleigh-Campagnolo   |          |
| 6    | Eric Leman       | Zoppas-Splendor-Sinalco |          |
| 7    | Roger Rosiers    | Super Ser               |          |
| 8    | Walter Godefroot | Ijsboerke-Colnago       |          |
| 9    | Jos Huysmans     | Molteni-Campagnolo      |          |
| 10   | Frans Verbeeck   | Ijsboerke-Colnago       |          |